# Sankt Johann am Walde
Sankt Johann am Walde är en ort och kommun  i Österrike. Den ligger i distriktet Braunau am Inn i förbundslandet Oberösterreich, 230 kilometer väster om huvudstaden Wien. 
Kommunen består av 23 orter (Ortschaften) (inom parentes invånarantal 1 januari 2024):

- Dobl (135)
- Frauschereck (198)
- Geierseck (70)
- Grubmühl (89)
- Höh (20)
- Klafterreith (165)
- Obereck (164)
- Peretseck (51)
- Raucheneck (40)
- Roith (35)
- Sankt Johann am Walde (261)
- Schauberg (105)
- Scherfeck (64)
- Schlagereck (201)
- Schnaidt (155)
- Schneibenschlag (60)
- Schwandt (35)
- Schöfeck (19)
- Stixeck (98)
- Straß (30)
- Warleiten (36)
- Windschnur (19)
- Winkl (11)